# Nemosoma unicornutum
Nemosoma unicornutum is een keversoort uit de familie schorsknaagkevers (Trogossitidae). De wetenschappelijke naam van de soort werd in 1944 gepubliceerd door Lepesme & Paulian.